# Dylan Kingwell
Dylan Kingwell (Vancouver, 6 de julho de 2004) é um ator canadense que participou das The Good Doctor, A Series of Unfortunate Events, The Returned, na última temporada de The 100 e em Superman & Lois.

## Biografia
Nascido em 6 de julho de 2004 em Vancouver, Canadá, Dylan começou sua carreira estrelando comerciais de TV para empresas como Mattel e Nintendo aos quatro anos de idade.[carece de fontes?]
Sua primeira aparição na TV fora dos comerciais ocorreu no ano de 2010 em uma pequena participação de um episódio do programa de televisão canadense Breakfast Television.
Em 2011, interpretou Jordy Junior no filme de comédia To the Mat.
Dois anos depois, fez participações no filme L'Extravagant Voyage du jeune et prodigieux T. S. Spivet e na série de televisão The Tomorrow People, exibida no canal The CW.
Em 2014 interpretou o personagem Coyle quando criança no curta-metragem Soldiers of Earth e fez uma participação no filme Big Eyes.
Em 2015 interpretou Victor na série de televisão The Returned, o que acabou lhe dando certa fama, embora a obra tenha sido cancelada por falta de audiência. Também participou de 3 filmes natalinos: Ice Sculpture Christmas, como David quando criança; The Christmas Note, como Ethan e Wish Upon a Christmas como Danny. Ainda no mesmo ano, interpretou Sam Winchester quando criança na série de sucesso Supernatural, exibida pelo canal The CW.
Em 2016, interpretou Peyton Reddings e Max Clark nos filmes The Wilding e A Stranger with My Kids, respectivamente.
Em 23 de setembro de 2016 Dylan Kingwell anunciou em sua conta no Instagram que interpretaria Duncan e Quigley Quagmire na série de televisão da Netflix A Series of Unfortunate Events.
Em 2017 Dylan Kingwell interpretou Steve Murphy na série de televisão The Good Doctor
O ator também se juntou ao elenco de The 100, na sua última temporada, como Luca, o possível interesse amoroso de Maddi. Aparece por primeira vez no episódio de Nakara, o sexto da sétima temporada.
E em 2021 atuando para a DC. Atuando como Clark Kent mais novo.
Dylan Kingwell tem duas irmãs. Kayla, a mais velha. Adysson a mais nova, tornando-o o irmão do meio. 

## Filmografia

### Filmes
| Ano  | Título                                                   | Personagem              | Notas       |
| ---- | -------------------------------------------------------- | ----------------------- | ----------- |
| 2011 | To the Mat                                               | Jordy Junior            | Coadjuvante |
| 2013 | L'Extravagant Voyage du jeune et prodigieux T. S. Spivet | Garotinho               | Coadjuvante |
| 2014 | Soldiers of Earth                                        | Coyle (quando criança)  | Coadjuvante |
| 2014 | Big Eyes                                                 | Garoto no show de artes | Coadjuvante |
| 2015 | Ice Sculpture Christmas                                  | David (quando criança)  | Coadjuvante |
| 2015 | The Christmas Note                                       | Ethan                   | Coadjuvante |
| 2015 | Wish Upon a Christmas                                    | Danny                   | Coadjuvante |
| 2016 | The Wilding                                              | Peyton Reddings         | Coadjuvante |
| 2016 | A Stranger with My Kids                                  | Max Clark               | Coadjuvante |

### Televisão
| Ano  | Título                         | Personagem                         | Notas                    |
| ---- | ------------------------------ | ---------------------------------- | ------------------------ |
| 2010 | Breakfast Television           | Ele mesmo                          | Convidado especial       |
| 2013 | The Tomorrow People            | Stephen (quando criança)           | Coadjuvante              |
| 2015 | The Returned                   | Victor / Henry Garrity / Zach      | Protagonista             |
| 2015 | Supernatural                   | Sam Winchester (quando criança)    | Coadjuvante              |
| 2017 | A Series of Unfortunate Events | Duncan Quagmire / Quigley Quagmire | Coadjuvante              |
| 2017 | The Good Doctor                | Steve Murphy                       |                          |
| 2020 | The 100 (série de televisão)   | Luca                               | 7ª temporada             |
| 2020 | The Baby-Sitters Club          | Sam Thomas                         |                          |
| 2021 | Superman and Lois              | Clark Kent (jovem)                 | 1ª Temporada, Episódio 5 |